# Distrito de Béziers
El distrito de Béziers es un distrito (en francés arrondissement) de Francia, que se localiza en el departamento de Hérault, de la región de Occitania. Cuenta con 9 cantones y 153 comunas.

## División territorial

### Cantones
Los cantones del distrito de Béziers son:
1. Cantón de Agda
2. Cantón de Béziers-1
3. Cantón de Béziers-2
4. Cantón de Béziers-3
5. Cantón de Cazouls-lès-Béziers
6. Cantón de Clermont-l'Hérault
7. Cantón de Mèze
8. Cantón de Pézenas
9. Cantón de Saint-Pons-de-Thomières

### Comunas
| 1. Abeilhan (34001)                   | 2. Adissan (34002)                    | 3. Agda (34003)                       | 4. Agel (34004)                       |
| 5. Aigne (34006)                      | 6. Aigues-Vives (34007)               | 7. Les Aires (34008)                  | 8. Alignan-du-Vent (34009)            |
| 9. Assignan (34015)                   | 10. Aumes (34017)                     | 11. Autignac (34018)                  | 12. Azillanet (34020)                 |
| 13. Babeau-Bouldoux (34021)           | 14. Bassan (34025)                    | 15. Beaufort (34026)                  | 16. Berlou (34030)                    |
| 17. Bessan (34031)                    | 18. Boisset (34034)                   | 19. Boujan-sur-Libron (34037)         | 20. Bédarieux (34028)                 |
| 21. Béziers (34032)                   | 22. Cabrerolles (34044)               | 23. Cabrières (34045)                 | 24. Cambon-et-Salvergues (34046)      |
| 25. Camplong (34049)                  | 26. Capestang (34052)                 | 27. Carlencas-et-Levas (34053)        | 28. Cassagnoles (34054)               |
| 29. Castanet-le-Haut (34055)          | 30. Castelnau-de-Guers (34056)        | 31. La Caunette (34059)               | 32. Causses-et-Veyran (34061)         |
| 33. Caussiniojouls (34062)            | 34. Caux (34063)                      | 35. Cazedarnes (34065)                | 36. Cazouls-d'Hérault (34068)         |
| 37. Cazouls-lès-Béziers (34069)       | 38. Cers (34073)                      | 39. Cessenon-sur-Orb (34074)          | 40. Cesseras (34075)                  |
| 41. Colombiers (34081)                | 42. Colombières-sur-Orb (34080)       | 43. Combes (34083)                    | 44. Corneilhan (34084)                |
| 45. Coulobres (34085)                 | 46. Courniou (34086)                  | 47. Creissan (34089)                  | 48. Cruzy (34092)                     |
| 49. Cébazan (34070)                   | 50. Espondeilhan (34094)              | 51. Faugères (34096)                  | 52. Ferrals-les-Montagnes (34098)     |
| 53. Ferrières-Poussarou (34100)       | 54. Florensac (34101)                 | 55. Fontès (34103)                    | 56. Fos (34104)                       |
| 57. Fouzilhon (34105)                 | 58. Fraisse-sur-Agout (34107)         | 59. Félines-Minervois (34097)         | 60. Gabian (34109)                    |
| 61. Graissessac (34117)               | 62. Hérépian (34119)                  | 63. Lamalou-les-Bains (34126)         | 64. Laurens (34130)                   |
| 65. Lespignan (34135)                 | 66. Lieuran-Cabrières (34138)         | 67. Lieuran-lès-Béziers (34139)       | 68. Lignan-sur-Orb (34140)            |
| 69. La Livinière (34141)              | 70. Lézignan-la-Cèbe (34136)          | 71. Magalas (34147)                   | 72. Maraussan (34148)                 |
| 73. Margon (34149)                    | 74. Marseillan (34150)                | 75. Maureilhan (34155)                | 76. Minerve (34158)                   |
| 77. Mons (34160)                      | 78. Montady (34161)                   | 79. Montagnac (34162)                 | 80. Montblanc (34166)                 |
| 81. Montels (34167)                   | 82. Montesquieu (34168)               | 83. Montouliers (34170)               | 84. Murviel-lès-Béziers (34178)       |
| 85. Neffiès (34181)                   | 86. Nissan-lez-Enserune (34183)       | 87. Nizas (34184)                     | 88. Nézignan-l'Évêque (34182)         |
| 89. Olargues (34187)                  | 90. Olonzac (34189)                   | 91. Oupia (34190)                     | 92. Pailhès (34191)                   |
| 93. Pardailhan (34193)                | 94. Pierrerue (34201)                 | 95. Pinet (34203)                     | 96. Poilhes (34206)                   |
| 97. Pomérols (34207)                  | 98. Portiragnes (34209)               | 99. Le Poujol-sur-Orb (34211)         | 100. Pouzolles (34214)                |
| 101. Le Pradal (34216)                | 102. Prades-sur-Vernazobre (34218)    | 103. Prémian (34219)                  | 104. Puimisson (34223)                |
| 105. Puissalicon (34224)              | 106. Puisserguier (34225)             | 107. Péret (34197)                    | 108. Pézenas (34199)                  |
| 109. Pézènes-les-Mines (34200)        | 110. Quarante (34226)                 | 111. Rieussec (34228)                 | 112. Riols (34229)                    |
| 113. Roquebrun (34232)                | 114. Roquessels (34234)               | 115. Rosis (34235)                    | 116. Roujan (34237)                   |
| 117. Saint-Chinian (34245)            | 118. Saint-Geniès-de-Fontedit (34258) | 119. Saint-Geniès-de-Varensal (34257) | 120. Saint-Gervais-sur-Mare (34260)   |
| 121. Saint-Jean-de-Minervois (34269)  | 122. Saint-Julien (34271)             | 123. Saint-Martin-de-l'Arçon (34273)  | 124. Saint-Nazaire-de-Ladarez (34279) |
| 125. Saint-Pons-de-Mauchiens (34285)  | 126. Saint-Pons-de-Thomières (34284)  | 127. Saint-Thibéry (34289)            | 128. Saint-Vincent-d'Olargues (34291) |
| 129. Saint-Étienne-Estréchoux (34252) | 130. Saint-Étienne-d'Albagnan (34250) | 131. La Salvetat-sur-Agout (34293)    | 132. Sauvian (34298)                  |
| 133. Servian (34300)                  | 134. Siran (34302)                    | 135. Le Soulié (34305)                | 136. Sérignan (34299)                 |
| 137. Taussac-la-Billière (34308)      | 138. Thézan-lès-Béziers (34310)       | 139. La Tour-sur-Orb (34312)          | 140. Tourbes (34311)                  |
| 141. Usclas-d'Hérault (34315)         | 142. Vailhan (34319)                  | 143. Valras-Plage (34324)             | 144. Valros (34325)                   |
| 145. Vendres (34329)                  | 146. Verreries-de-Moussans (34331)    | 147. Vias (34332)                     | 148. Vieussan (34334)                 |
| 149. Villemagne-l'Argentière (34335)  | 150. Villeneuve-lès-Béziers (34336)   | 151. Villespassans (34339)            | 152. Vélieux (34326)                  |